# Брукерт, Лен де
Лен де Брукерт (нидерл. Leen de Broekert; род. 10 марта 1949, Осткапелле, Нидерланды — 29 июля 2009, Мидделбург) — нидерландский пианист и органист.
Окончил Гаагскую консерваторию, ученик Герарда Хенгевелда (фортепиано), Адриана Энгельса и Вима ван Бека (орган), в дальнейшем учился также в Антверпене у Йоса ван Иммерсела (клавесин). Был удостоен одной из премий на Международном конкурсе органистов в Брюгге (1979).
Записал ряд дисков с фортепианной музыкой Йозефа Гайдна, Вольфганга Амадея Моцарта, Франца Шуберта (в том числе для фортепиано в четыре руки, вместе с Жанин Дакоста). Выпустил также два альбома как органист.
Титулярный органист одного из соборов Мидделбурга. Преподавал в Зеландской консерватории.